# Seguridad en Honduras

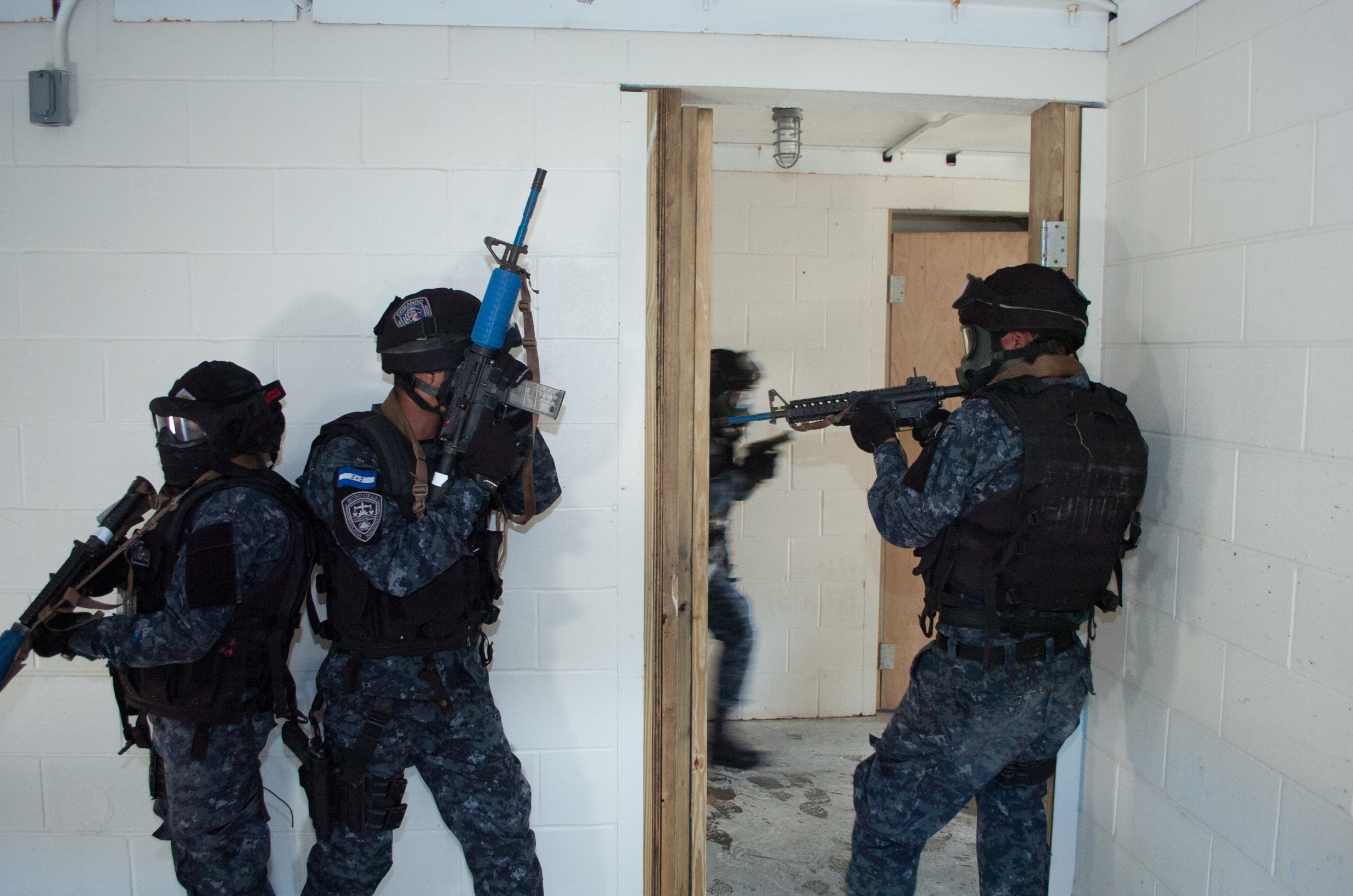
Miembros de la Policía Nacional de Honduras en una intervención.

La delincuencia es un problema que fue agudizándose en Honduras, que desde la última década era un país pacífico. Los niveles de criminalidad fueron muy bajos hasta la década de 1980, cuando la tasa de homicidios pasa de 10 por cada cien mil habitantes  2004 y 2009, después de la crisis política (Golpe de estado a José Manuel Zelaya Rosales), la tasa de homicidios se duplicó con 80 por cada cien mil habitantes llegando a ser una de las más altas en el mundo.
Honduras obtuvo su independencia sin necesidad de una guerra de independencia, organizando a las provincias para proclamar la independencia el 15 de septiembre de 1821. La criminalidad había sido relativamente baja desde sus inicios, obtuvo la independencia en forma pacífica, obtuvo el retorno de las Islas de la Bahía y La Mosquitia de parte de Inglaterra en forma pacífica. Durante los siglos XVIII, XIX y mediados del siglo XX Honduras experimentó algunos levantamientos armados, y un golpe de estado.

## Seguridad en Honduras en el siglo XXI
Si en la década de 1990 la tasa de homicidios se cuadruplicó pasando de ocho homicidios por cada 100 mil habitantes en 1990 a 41 homicidios por cada 100 mil habitantes en 1999 la situación apenas comenzaba a ponerse peor.
Durante los primeros años del siglo XXI la criminalidad aumentó en casi un más del 200%, pasando de 3176 asesinatos anuales que era ya una cifra alta si se la compara con la situación en 1985, a más de siete mil asesinatos en el año 2013.
Las políticas de seguridad y la inversión en todos el tejido social son la clave en la erradicación de la criminalidad que se ha expandido en el país, dos poderes del estado clave en la seguridad del país son el Congreso Nacional de Honduras y la Corte Suprema de Justicia, con una de sus funciones principales de redactar leyes adecuadas o suficientemente duras para asegurar el cumplimiento de las leyes. 

### Congreso Nacional de Honduras
El Congreso Nacional de Honduras es el encargado de dictar leyes y presupuestos para prevenir y combatir la criminalidad, tiene un presupuesto de quinientos millones de lempiras.

### Corte suprema de Justicia
La Corte Suprema de Justicia es el poder del estado encargada de aplicar las leyes establecidas por el congreso de Honduras. Su presupuesto es dos mil millones de lempiras.

### Fuerzas de seguridad
La Policía Nacional de Honduras es el órgano uniformado encargado de mantener el orden y la seguridad pública así como también de preservar la aplicación y el cumplimiento de la ley en Honduras. Tiene un presupuesto anual de 3 mil millones de lempiras.
Las Fuerzas Armadas de Honduras apoyan a la Policía, su función es defender la integridad territorial y la soberanía de la República, mantener la paz, el orden público. Son una Institución Nacional de carácter permanente, esencialmente profesional, apolítico, obediente y no deliberante.
En 2013 el ministerio de Seguridad cuenta con un presupuesto de 4,370 millones de lempiras y el ministerio de Defensa con un presupuesto de 3646 millones de lempiras.
Desde el siglo XIX el servicio militar en Honduras era obligatorio. El servicio militar obligatorio fue eliminado de la constitución de la república de Honduras el 6 de abril de 1995. En 1997 comienza la transición de separar las fuerzas policiales de las fuerzas militares, la Fuerza de Seguridad Pública (FUSEP) pasa a control civil durante la presidencia de Carlos Roberto Reina.

#### Policías asesinados en Honduras
Así también el gremio policial ha tenido graves pérdidas de agentes en el cumplimiento de su deber a través de la delincuencia que ha crecido a partir del 2010 y ha desestabilizado la buena convivencia en todo el país centroamericano. Entre los asesinados se encuentran.
- Héctor Cerrato (40 años). Agente de la Policía Nacional de Honduras quien falleciere al enfrentarse a tiros contra asaltantes en el interior de una unidad autobús.
- 9/enero/2013. Suyapa Posada Martínez. Agente de la Dirección Nacional de Investigación Criminal (D.N.I.C.) ultimada a balazos en la Colonia Villa Olímpica, el motivo un asalto de facinerosos por robarle su arma de reglamento.
- 4/abril/2013. Robin Fernando Espinal Ponce. Agente de la Dirección Nacional de Investigación Criminal (D.N.I.C.) asignado a la “Sección de Robos”. Ese día fue asesinado en el Barrio Guadalupe de San Pedro Sula intentando detener a dos delincuentes que asaltaban una unidad autobús “rapidito”.
- 7/agosto/2013. Joaquín Santos Arita (41 años). Agente de Tráfico de la Policía Nacional de Honduras asesinado a balazos ese día, mientras laboraba normalmente en el Bulevar Centroamérica por dos hombres que requirió y que corresponden a los nombres de: José Edwin Mejía Bautista y José Edgardo González Aguilera. Los detenidos fueron capturados.

## Crímenes en Honduras
Debido a que la impunidad en el país, la extorsión, el secuestro y el sicariato se ha han incrementado, y se han vuelto una forma de vida para muchos criminales e incluso algunos miembros del ejército y la policía, esto ha llevado a realizar depuraciones en las fuerzas de seguridad.

### Crímenes de las fuerzas de seguridad
Las fuerzas policiales y de seguridad militares en Honduras funcionan con los impuestos que pagan los contribuyentes. Sin embargo varios policías y militares se han visto implicadas crímenes, algunos de ellos no se han esclarecido ni se han castigado a los culpables. Resultado irónico y paradójico que mientras millones de hondureños paguen sus impuestos para obtener resguardo de las fuerzas de seguridad algunos líderes policíacos y militares utilicen ese dinero y poder para violar, extorsionar o asesinar a la población y más aún, que no rindan cuenta ante los entes de justicia pasando a relacionarlos falsamente con muertes debidas al narcotráfico.
Muchos de estos crímenes no salen a la luz pública y quedan en la impunidad, sin embargo otros debido a su visibilidad son muestra clara la criminalidad ejercida por líderes policíacos y militares.
Entre estos crímenes está el de la estudiante Ricky Mabel Martínez Sevilla, fue asesinada cuando tenía 18 años de edad cuando cursaba el tercer año de magisterio en la Escuela Normal Mixta Pedro Nufio, en Tegucigalpa. Su novio, Rubén Hurtado Padilla había sido reclutado para cumplir el servicio militar obligatorio, por lo que Ricky Mabel decidió visitar el Batallón de Comunicaciones en las afueras de Tegucigalpa, para solicitar la liberación de su novio. Ese mismo día Ricky desapareció.
Ricky Mabel Martínez fue violada y asesinada por al menos cuatro hombres, según los exámenes forenses del FBI, encontrados culpables de asesinato y violación el coronel Ángel Castillo Maradiaga.
Otro caso de crímenes hecho por policías es el asesinato de los estudiantes Rafael Alejandro Vargas Castellanos (hijo de Julieta Castellanos, rectora de la UNAH) y a su amigo Carlos David Pineda, quienes fueron asesinados por varios policías a bordo de la patrulla 92 el sábado 22 de octubre de 2011. El policía preventivo José Rubén Pozo López evidencia en sus declaraciones colusión de agentes de la DNIC en las investigaciones para aparentar un asesinato debido a la delincuencia común.

### Extorsión
Las pandillas han extorsionado a los empresarios durante los últimos años con la amenaza de ser asesinados si no les dan dinero, muchos crímenes que ocurren en el país se deben a que los ciudadanos se niegan a pagar las extorsiones y a la ineficiente del ministerio de seguridad y del poder judicial.

#### Extorsiones y chantajes por Internet
Desde la aparición de la telefonía celular o móvil, correos electrónicos y las redes sociales, un sin fin de malhechores han aprovechado estas nuevas tecnologías comunicativas, con el fin de hacer "ciber delitos", disfrazados con perfiles dudosos, con imágenes y fotografías copiadas mediante (copy-paste). Su principal móvil de delito es secuestro, extorsión, chantaje, pederastia, violaciones a menores, bullying, etc. En Honduras, ha incrementado el número de denuncias por estos "ciber delitos" que siempre dejan huella en los aparatos usados y registros de llamadas, mensajería, whatsapps y memorias internas, como el seguimiento del IP mediante rastreo satelital por GPS y Roaming, además de un potente software para identificar a los usuarios de los smartphones y otros aparatos inteligentes.

### Crímenes contra periodistas
En Honduras el asesinato y sicariato ha pasado de ser algo poco común a ser un suceso diario sin que se encuentren culpables ni sean castigados, aunque suele afectar principalmente a las personas menos pudientes, pero también son objeto de asesinatos y amenazas los abogados y los periodistas.
El 26 de noviembre de 2003 fue asesinado el periodista Germán Antonio Rivas en el departamento de Santa Rosa de Copán.
El 20 de abril de 2010 fue asesinado el periodista Jorge Alberto «Georgino» Orellana.
6 de diciembre de 2011 fue asesinada la periodista Luz Marina Paz.
El 1 de marzo de 2012 fue asesinada la periodista Saira Fabiola Almendares Borja.
12 de marzo de 2012 fue asesinado el periodista Fausto Evelio Hernández en el departamento de Colón.

#### Germán Antonio Rivas
Fue un empresario y periodista nacido en 1958, en la ciudad de Santa Rosa de Copán, fundó su propia empresa de televisión y cable que llamó Corporación Mayavisión.
Denunciaba el aumento de la criminalidad en el occidente de Honduras y las operaciones de la Empresa Minera, la cual se apropiaba de terrenos aledaños y solicitaba la tala de árboles de pino, en una extensa área aprovechándose de la ignorancia de los habitantes y de la Ley de Minería, como también denunció el vertido de cianuro en la cuenca del Río Higuito, el tráfico ilícito de café y otros granos básicos que por puntos negros era sacado a los países vecinos y otros hechos repudiables.
El 26 de noviembre de 2003, el periodista Germán Rivas, salía de su empresa localizada en el Barrio Calvario de Santa Rosa de Copán, después de terminar el noticiero vespertino, como a eso de las 7:00 p.m. hora local, se disponía a subir a su vehículo cuando un individuo desconocido, se acercó y disparó su arma de fuego, impactando el proyectil en la cabeza, causándole una herida de gravedad por lo que falleció instantáneamente.

#### Golpiza y amenaza hacia Elías Chahín
El 5 de mayo de 2013 el periodista Elías Chahín, actual presidente de la Asociación de Radios y Televisoras Independientes de Honduras, opositor junto al colegio de periodistas de Honduras y la asociación de periodistas de Honduras a la ley que pretende controlar a los medios de comunicación impulsada por el expresidente de Honduras, Porfirio Lobo Sosa, recibió una golpiza por tres muchachos y fue amenazado con que si volvía a hablar lo iban a asesinar. Dos días antes había denunciado que el 97 por ciento de los asesinatos contra periodistas están impunes

### Sicariato

#### Incremento exponencial de la tasa de Homicidios
Durante los primeros 90 años del siglo XX la tasa de homicidios en 1990 era una de las más bajas del planeta, con 10 homicidios por cada 100 mil habitantes.
En 1990 la población de Honduras era de 4.889.000 habitantes, en ese año se registraron 480 asesinatos, la tasa de homicidios se triplicó en tan solo cuatro años pasando a 30 homicidios por cada 100 mil habitantes.
En 2013 la población de Honduras era de 7.500.000 habitantes, la tasa de homicidios se incrementó un 1000% en tan solo 20 años, pasando de 10 homicidios por cada 100 mil habitantes en 1990 a 85 homicidios por cada 100 mil habitantes en 2013.
En 1990 se registraron 480 asesinatos mientras que en 2013 se reportaron 7172 asesinatos.
| Año  | Número de homicidios |
| ---- | -------------------- |
| 2000 | 3176                 |
| 2001 | 3448                 |
| 2002 | 3629                 |
| 2003 | 2224                 |
| 2004 | 2155                 |
| 2005 | 2417                 |
| 2006 | 3088                 |
| 2007 | 3282                 |
| 2008 | 4473                 |
| 2009 | 5525                 |
| 2010 | 6339                 |
| 2011 | 7104                 |
| 2012 | 7172                 |

Honduras pasó de ser uno de los países más seguros en el planeta en 1986, con 8 homicidios por cada 100 mil habitantes, a ser el más inseguro en 2012 incrementándose la tasa de homicidios en un mil por ciento pasando a ser de más de 90 homicidios por cada cien mil habitantes.

#### Asesinatos de periodistas
En Honduras el asesinato y el sicariato han pasado de ser algo poco común a ser un suceso diario sin que se encuentren culpables ni sean castigados, aunque suele afectar principalmente a las personas menos pudientes, pero también son objeto de asesinatos y amenazas abogados y jueces por parte de el llamado crimen organizado para evitar la correcta aplicación de la justicia y los periodistas que denuncias hechos de corrupción en las presentes y pasadas administraciones del gobierno. De esta forma la censura en Honduras se da también en forma de asesinatos de periodistas, que quedan impunes en el 97 por ciento de los casos.
| Fecha                   | Periodista               |
| ----------------------- | ------------------------ |
| 26 de noviembre de 2003 | Germán Antonio Rivas     |
| 18 de octubre de 2007   | Carlos Salgado           |
| 17 de febrero de 2010   | Nicolás Asfura           |
| 1 de marzo de 2010.     | Josep Hernández          |
| 11 de marzo de 2010     | David Meza Matamoros     |
| 14 de marzo de 2010     | Nahúm Palacios           |
| 26 de marzo de 2010     | Manuel de Jesús Juárez   |
| 26 de marzo de 2010     | Bayardo Ramírez          |
| 11 de abril de 2010     | Luis Chévez              |
| 8 de mayo de 2010       | Carlos Salinas           |
| 20 de abril de 2010     | Georgino Orellana        |
| 14 de junio de 2010     | Luis Mondragón           |
| 24 de agosto de 2010    | Israel Zelaya            |
| 28 de diciembre de 2010 | Henry Suazo              |
| 19 de marzo de 2011     | Luis Ernesto Mendoza     |
| 7 de mayo de 2012       | Erick Martínez Ávila     |
| 11 de mayo de 2011      | Héctor Medina            |
| 5 de julio de 2011      | Adán Benítez             |
| 13 de julio de 2011     | Nery Jeremías Orellana   |
| 8 de septiembre de 2011 | Medardo Flores           |
| 6 de diciembre de 2011  | Luz Marina Paz           |
| 1 de marzo de 2012      | Saira Fabiola Almendárez |
| 11 de marzo de 2012     | Fausto Elio Hernández    |
| 23 de abril de 2012     | Noel Valladares Escoto   |
| 15 de mayo de 2012      | Alfredo Villatoro        |
| 24 de junio de 2013     | Anibal Barrow            |

#### Asesinato por robo de celulares
Ante la impunidad y la falta o incorrecta aplicación de las leyes en Honduras desde hace una década ha surgido la excusa del asesinato por robo de celulares, en el que ladrones comunes suelen quitar la vida a las personas que andan con un teléfono celular en la calle, en sus vehículos o en centros comerciales, supuestamente para venderlos o para hacer llamadas para extorsionar a otras personas o negociar pagos de secuestros.

#### Asesinatos de abogados
Si bien es cierto, la carrera de Derecho es una de las preferidas, como la de Medicina y periodismo por los estudiantes al ingresar a la universidad, esta se ha convertido en la república de Honduras, en una nota negra. Lo que fue creado y moldeado en las aulas para la defensa de personas, es a partir de 2009 blanco de la criminalidad, alrededor de 68 profesionales del derecho han perdido la vida, mientras los demás profesionales por temor, prefieren trabajar en otros oficios u profesiones. El Colegio de Abogados de Honduras (CAH) ha denunciado la persecución de sus miembros ante la Corte Suprema de Justicia de Honduras, el Ministerio Público de Honduras y demás autoridades de impartir justicia.

#### Abogados asesinados entre el 2010 y 2013[15]
1. Rossel Edgardo Barralaga Morales, 46 años (26 de febrero de 2010)
2. Olga Marina Laguna, de 52 años (3 de marzo de 2010)
3. Conrado Zavala Castellón, de 61 años (5 de marzo de 2010)
4. Ramón Arturo Bueso Caballero, de 36 años (9 de marzo de 2010)
5. Sandra George Osorio, de 54 años (11 de mayo de 2010)
6. Félix Ramón Enamorado, de 37 años (21 de mayo de 2010)
7. Filadelfo Rodríguez Gámez, de 57 años (5 de junio de 2010)
8. Óscar Molina, de 31 años (10 de junio de 2010)
9. Osman Elder Matamoros Torres, de 37 años (24 de junio de 2010)
10. Vilma Patricia Turcios Quintanilla, de 46 años (30 de junio de 2010)
11. David Dagoberto Banegas Pérez, de 36 años (5 de julio de 2010)
12. Marco Tulio Amaya, 45 años (20 de julio de 2010)
13. Marco Antonio Vargas Reyes, de 28 años (27 de agosto de 2010)
14. Erick Neptalí Ponce Elvir, de 40 años (4 de noviembre de 2010)
15. Isabel Marcos López Rodas, estudiante de derecho de la UNAH (11 de noviembre de 2010)
16. José Edgardo Castellanos Lemus (26 de noviembre de 2010)
17. Margoth Irías Miralda, de 61 años (18 de febrero de 2011)
18. Patricia Isabel Patiño (9 de febrero de 2011)
19. Carlos Roberto Marroquín Ortega (21 de febrero de 2011)
20. Carlos Velasco Laínez (22 de febrero de 2011)
21. Luis Octavio Caballero Mejía (23 de febrero de 2011)
22. Armando Palma Reina, de 40 años (27 de febrero de 2011)
23. Celso Palma (28 de febrero de 2011)
24. Daysi Elisa Escoto López (6 de marzo de 2011)
25. Óscar Cruz Colindres (15 de mayo de 2011)
26. Milton Geovany González Hernández (22 de mayo de 2011)
27. Raúl Enrique Reyes (27 de mayo de 2011)
28. María Lastenia Cruz, de 57 años (6 de junio de 2011)
29. Juan Carlos García Mariano, de 41 años (3 de agosto de 2011)
30. Denny Esperanza López Arteaga (8 de agosto de 2011)
31. José Efraín A. Cárcamo (27 de agosto de 2011)
32. José Enrique Pagoaga Mejía, de 47 años (2 de octubre de 2011)
33. Ana Mélida Hernández (8 de octubre de 2011)
34. Máximo Javier Janser Saravia (28 de octubre de 2011)
35. Alfredo Geovani Moradel Ramos, de 40 años (28 de noviembre de 2011)
36. Judith Juventina Alemán Banegas (7 de noviembre de 2011)
37. Benigno Alberto Cerrato Avilés (21 de noviembre de 2011)
38. José Isidro García (22 de noviembre de 2011)
39. Ricardo Rosales (17 de enero de 2012)
40. Marco Antonio Cruz Banegas (23 de marzo de 2012)
41. Ramón Benjamín Flores (2 de abril de 2012)
42. Juan Fernando Erazo Mejía (27 de abril de 2012)
43. Héctor Javier Padilla Velásquez (4 de junio de 2012
44. Hernán Aplícano Medina (12 de julio de 2012)
45. Ernesto Velásquez Martínez (26 de agosto de 2012)
46. Julio César Cassaleno (28 de agosto de 2012)
47. Antonio Trejo Cabrera (22 de septiembre de 2012)
48. Eduardo Manuel Díaz Mazariegos (24 de septiembre de 2012)
49. Edgardo Adalid Motiño Flores (3 de noviembre de 2012)
50. Marlon Saúl Cerrato Gómez (9 de noviembre de 2012)
51. Mario Francisco Pérez (14 de noviembre de 2012)
52. José Ramón Lagos Lobo (52) (22 de diciembre de 2012)
53. Juan Antonio Romero Rodríguez (25 de diciembre de 2012)
54. Óscar Mauricio Benavides (3 de enero de 2013)
55. José Andrés Andrade Soto (22 de febrero de 2013)
56. Héctor David Quesada (23 de febrero de 2013)
57. Saíd Alfredo Castillo Valenzuela (23 de marzo de 2013)
58. Robin Fernando Espinal Ponce (45) (3 de abril de 2013)
59. Orlan Arturo Chávez (18 de abril de 2013)
60. Luis Alfredo Mejía Oyuela (55) (14 de mayo de 2013)
61. Francisco Erick Rodríguez (62) (16 de mayo de 2013)
62. José Manuel Madrid Chinchilla (9 de junio de 2013)
63. Walter Díaz (32) (13 de junio de 2013)
64. Mireya Efigenia Mendoza Peña (43) (24 de julio de 2013)
65. José Ángel Pérez Aguilar (35) (7 de agosto de 2013)
66. Pedro Adonay Romero (15 de agosto de 2013)
67. Dinia Mercedes Acosta (17 de septiembre de 2013)
68. Amed Francisco Zelaya (37) (29 de septiembre de 2013)
69. Juan Carlos Moreno Lara (41) (20 de diciembre de 2013)
70. Eduardo Montes Manzano (44) (16 de septiembre de 2015)

### Ejecución de estudiantes
Uno de los problemas más abundantes en el país Centroamericano, es el asesinato de estudiantes; los motivos van desde acoso por las organizaciones delincuentes Maras y pandillas, hasta el homicidio y ejecución de sus víctimas. de las cuales el Observatorio de la Violencia de la Universidad Nacional Autónoma de Honduras detalla a continuación: 
- 2010 fueron ejecutados 126 estudiantes,
- 2011 registraron 200,
- 2012 registraron 185,
- 2013 registraron 171,
- 2014 registraron 254
- 2015 registran 36 entre los meses de enero a mayo.

Del total de estas cantidades el 53 por ciento de los alumnos ejecutados corresponden a alumnos de educación media, el 14 por ciento a superior y el 10 por ciento de primaria, mientras que del 23 por ciento no se determinó el nivel educativo. La mayor preocupación es que las principales víctimas son jóvenes de 20 a 24 años, en mayor cantidad hombres, por ejemplo de los universitarios, el 24.1 por ciento son mujeres y el 75.9 por ciento del sexo masculino.

## Observatorio de la Violencia de la Universidad Nacional Autónoma de Honduras
El Observatorio de la Violencia es creado en 2005, su función es monitorear las muertes por causas externas es decir todo aquello que no es natural, evaluaciones médico-legales y los detenidos por asociación ilícita.
Las fuentes de información de estos datos son la Dirección General de Investigación Criminal (DGIC), Medicina Forense y el Hospital Escuela.
Zonas de riesgo

## Seguridad comparada
La inseguridad en Honduras ha aumentado en forma exponencial en las últimas dos décadas, llegando a registrarse más de siete mil asesinatos al año en un país con ocho millones de habitantes. Esta elevada tasa de homicidios contrasta con la registrada de la ciudad de Hong Kong en China, una ciudad con siete millones de habitantes donde se registran alrededor de 20 asesinatos al año. La seguridad en Honduras contrasta con la seguridad en Singapur, la cual es de 16 asesinatos en un país con 5 millones de habitantes. También hay que destacar el elevado grado de seguridad que hay en sus naciones vecinas como lo son Nicaragua y Costa Rica; en el caso de Nicaragua el nivel es de 12,6 asesinatos por cada 100 mil habitantes, reportándose menos de 800 asesinatos anualmente y en Costa Rica la cifra es mucho menor de 8,9 asesinatos por cada 100 mil habitantes donde se reportan menos de 420 asesinatos anualmente, siendo 10 veces menor a la de Honduras.

## Historia
Antes de la formación de lo que hoy es Honduras, habitaban estas tierras varias tribus prehispánicas, entre ellasː
Culturas Toltecasː Los náhuatl habitaban en el valle de Naco y Trujillo; Los chortis grupo mayance localizado en Cortés, Copán y Ocotepeque; Los lencas, que se extendían por los departamentos de Santa Bárbara, Lempira, Intibucá, La Paz, Comayagua, Francisco Morazán y Valle y parte de lo que hoy comprende el territorio de El Salvador.
Culturas nómadas y seminómadasː El resto del territorio hondureño estaba habitado por pueblos provenientes del sur del continente, con una cultura nómada y semi-nómada, regidos por relaciones de producción comunal primitivas.
Entre estos pueblos se encontraban los siguientes: Xicaques, Pechs Tawahka y los misquitos.
La criminalidad ha sido registrada incluso desde antes de la formación del país, desde la invasión y colonización, cuando se establecieron los colonizadores y comenzaron a ocupar tierras y a capturar o a asesinar indígenas para ocupar sus tierras.
Tras la etapa de colonización el país estuvo en un periodo de estabilidad durante algunos años, luego se logró la independencia en el país. Pero la criminalidad se ha incrementado en las últimas dos décadas debido a la falta de políticas de país que puedan ser seguidas y transmitidas de un gobierno a otro, con una pobre o nula investigación de los crimines facilitando la impunidad y la corrupción.

### Seguridad en el siglo XIX
En 1860 se da en Honduras la llamada guerra de los padres debido a el “Tratado de Comayagua” en el que se concedió libertad de cultos en las Islas de la Bahía y parte del territorio de Mosquitia, por lo que el Vicario del Obispado de Honduras convocó al pueblo en una “Pastoral contra el Gobierno hondureño”, primeramente se organizaron en la ciudad de Nacaome, un buen grupo de civiles al mando del presbítero Yanuario Reyes quienes efectuaron movimientos hostiles, saqueo y vandalismo, también se dieron incidentes en la ciudad de Gracias, Lempira y en la ciudad de Choluteca. No se sabe con exactitud el número de personas que fueron víctimas de este suceso.
En 1862 fue asesinado el entonces presidente de Honduras, el general José Santos Guardiola, quien había conseguido meses antes que Inglaterra devolviera a Honduras las Islas de la Bahía y La Mosquitia mediante el Tratado Lennon Wyke-Cruz, quien además dio libertad de prensa y libertad de culto. Este es el único magnicidio que se ha registrado en el país.
En 1864 se da la Guerra de Olancho, inició con el secuestro de un diputado olanchano, prosiguiendo a un ataque de las fuerzas olanchanas a la ciudad de Juticalpa, seguido de una contraofensiva gubernamental ordenada por el presidente General José María Medina. En ese entonces no se había abolido la pena de muerte, se ejecutó a los habitantes sublevados, 200 hombres fueron fusilados y 500 fueron ahorcados, a esto se le denominó la "Ahorcancina de Olancho". En 1865 ocurrió un segundo levantamiento armado en el que fueron incendiadas varias aldeas y sus habitantes muertos en combate esta situación redujo drásticamente la población y hasta la capital de Olancho que había sido Manto, fue trasladada a la ciudad de Juticalpa, que hasta hoy es la capital departamental.
En 1868, 19 conspiradores se reunieron para secuestrar a varios políticos del gobierno, entre ellos el Licenciado Máximo Cordón y el Licenciado Crescencio Gómez Valladares. Serapio Romero “Cinchonero” actuó y dio un plazo de ocho a diez días a Garay para retirar a las tropas de Olancho. Posteriormente Serapio Romero fue capturado y llevado a Manto, donde se inició una audiencia con un Tribunal donde se encontró que tuvo la intención de derrocar el gobierno de Medina, fue declarado culpable de sublevación y fue ejecutado mediante decapitación.

### Seguridad en el siglo XX
En 1919 tuvo lugar la primera guerra civil de Honduras o “Revolución del 19” fue un conflicto armado que tuvo lugar en Honduras en 1919 donde fallecieron 800 personas, en el que las empresas transnacionales bananeras lograron quedarse con la mayor parte de tierras costeras en el norte del país.
En 1924 se da la segunda guerra civil de Honduras, se debió al intento de permanecer en el poder por parte del entonces presidente Rafael López Gutiérrez donde fallecieron 50 ciudadanos y un norteamericano. Luego de esto se creó una nueva constitución donde se prohibía la reelección presidencial.
En 1969 se da la llamada guerra del Fútbol con El Salvador, una guerra de cuatro días que causó 1200 bajas militares y 2000 bajas civiles, la causa fue una reforma agraria en la que Honduras se apropió y expulsó a los salvadoreños que habían vivido ahí durante varias generaciones.
En 1979 se forma el escuadrón o Batallón 3-16, una unidad armada hondureña responsable del traslado, secuestro y asesinato de sospechosos de comunismo durante la guerra fría. En septiembre de 1987 se ordenó la disolución del batallón, aunque se creó la Dirección Nacional de Investigaciones (DNI) que conservó algunas funciones y del personal del Batallón.
En la constitución de Honduras de 1982 se prohíbe la pena de muerte, desde entonces nunca se volvió a aplicar la pena de muerte.

#### Masacre de los Horcones/Santa Clara
En fecha 25 de junio de 1975, sucedió una nueva desgracia en el departamento de Olancho, la denominada "Masacre de Los Horcones/Santa Clara" una matanza de 15 personas, entre ellos dos sacerdotes, indígenas y líderes campesinos asociados que se encontraban reunidos, en el hecho se involucraba como autores intelectuales y ejecutores a ricos hacendados, políticos y oficiales militares, entre ellos el Mayor José Enrique Chinchilla, el Teniente Benjamín Plata y Carlos Bahr los cuales fueron puestos en libertad, mediante una amnistía dictada por el General Policarpo Paz García, en el mes de agosto de 1980, mientras fungía como Presidente de Honduras. En 1982 Benjamín Plata fue nombrado agregado militar en la Embajada de Honduras en la república de Panamá.
| Año  | Número de Homicidios | Tasa de Homicidios por cada 100 mil habitantes |
| ---- | -------------------- | ---------------------------------------------- |
| 1990 | 490                  | 10                                             |
| 1991 | 695                  | 13.8                                           |
| 1992 | 942                  | 18.2                                           |
| 1993 | 1186                 | 22.3                                           |
| 1994 | 1653                 | 30.3                                           |
| 1995 | 1900                 | 34                                             |
| 1996 | 2003                 | 35                                             |
| 1997 | 2516                 | 43                                             |
| 1998 | 2287                 | 43                                             |
| 1999 | 2504                 | 41                                             |

En la década de 1990 fueron asesinados 16 mil hondureños. En 1990 la tasa de homicidios era de 10 por cada 100 mil habitantes y en solo tres años se triplicó hasta 30 homicidios por cada 100 mil habitantes.